# PlayerUnknown's Battlegrounds
PlayerUnknown's Battlegrounds (kratica PUBG) je strelska videoigra za več igralcev, ki se v skupinah do 100 prek interneta spopadejo med seboj v igralnem načinu »battle royale«. Preskusno različico je marca 2017 izdala PUBG Studios, podružnica južnokorejskega podjetja Krafton prek servisa Steam za Microsoft Windows, uradno pa je igra izšla decembra istega leta. Naslednje leto so izšle še predelave za konzoli Xbox One in PlayStation 4 ter za mobilna operacijska sistema Android in iOS.

## Igranje
Edini igralni način je »battle royale« – uveljavljen izraz za razmeroma množičen spopad med igralci (vsi proti vsem), hkrati prisotnimi v stopnji, s ciljem ostati zadnji preživeli. V PUBG se lahko hkrati pomeri do 100 igralcev, solo, v dvojicah ali v skupinah po štiri, zmaga kot rečeno zadnji preživeli. Vsak igralec lahko izbere, ali bo spremljal dogajanje v prvoosebni ali tretjeosebni perspektivi.
Vsaka igra se začne tako, da igralci s padalom izskočijo iz letala nad enim od štirih ozemelj velikosti približno 8×8, 6×6 ali 4×4 km. Vsi so brez opreme, zato morajo po pristanku preiskati zgradbe, zapuščena naselja in druge kraje, da najdejo orožje, oklep, vozila in druge uporabne predmete, ki jih strežnik naključno razporedi po ozemlju. Z njimi poskušajo ubiti druge igralce, na katere naletijo, padlim pa lahko tudi poberejo opremo. Vsakih nekaj minut se aktivno igralno območje skrči v manjši krog okoli naključne točke; igralci, ki ostanejo izven meja tega kroga, izgubljajo življenjsko energijo dokler se ne premaknejo na varno znotraj njih. S tem zganja igralce na vedno manjšo površino in povečuje verjetnost stikov med njimi. Poleg tega strežnik povečuje dinamiko tako, da občasno bombardira naključne dele igralnega območja, kar predstavlja tveganje za igralce, ki se ne premaknejo kljub opozorilu, in spušča pakete z redkimi predmeti z letal. Spopad običajno ne traja dlje kot 30 minut.

## Odziv
Igra je kmalu postala globalen hit in že v preskusnem obdobju z 1,3 milijona hkratnih igralcev podrla rekord za servis Steam, ki je prej pripadal igri Defense of the Ancients 2. Še v obdobju zgodnjega dostopa pred uradnim izidom je bilo prodanih 24 milijonov izvodov, do junija 2018 pa 50 milijonov. Poleg tega je imel PUBG na mobilnih platformah, kjer je na voljo za brezplačno igranje, takrat še približno 350 milijonov igralcev. Zaradi uspeha so se pojavili številni posnemovalci (med bolj znanimi je Fortnite Battle Royale), tako da zdaj PUBG velja za utemeljitelja zvrsti battle royale.
Največ kritik leti na nadležne hrošče in druge tehnične pomanjkljivosti, zaradi katerih igra še vedno deluje nedokončana, v splošnem pa so tudi ocene recenzentov pozitivne.